# Értékesítési weboldal
Az értékesítési weboldal – értékesítő microsite (mikroszájt) – egy olyan, kereskedelmi célú weboldal, amelyet egy adott termék online (internetes) értékesítésére hoz vagy hozat létre a termékforgalmazásban érdekelt természetes vagy jogi személy (cég).
Feladata – a definícióból következően – a „rábízott” termék forgalmazása haszonszerzés céljából, vagyis minél rövidebb idő alatt minél több termék értékesítése.
A webshoptól vagy webáruháztól abban tér el, hogy nem nyújt bőséges árukínálatot, hanem többnyire csupán egy termék (áru és/vagy szolgáltatás) eladásában érdekelt.

## Általa forgalmazható termékek
Az értékesítési weboldal elvileg bármilyen terméket, árut, vagy szolgáltatást árulhat magas hatásfokkal, amelyet az interneten el lehet adni. A legjellemzőbb termékek általában – hasonlóan a webshopok jellemző termékeihez – az alacsonyabb vásárlási rizikóval bíró áruk, mint könyv, CD, de népszerűek a szoftverek, a szórakoztatóelektronika és az információs termékek (infotermék) is.

## Üzleti jogosultsága
A termelőeszközök demokratizálódása következtében ma már elvileg bárki előállíthat magas használati értékkel bíró terméket. Az internet – mint marketingcsatorna – segítségével pedig bárki vásárlókat toborozhat termékére a keresőkön (Google, Yahoo stb.) keresztül. A keresők pszichográfiai alapon szegmentálják az értékesítési weboldalra látszólag spontán érkező látogatókat, vagyis átveszik és első osztályú módon, ingyen elvégzik a marketing (reklámok) bonyolult, érdeklődő- és vevőtoborzó feladatát.
Ezáltal az értékesítési weboldal remek marketingcsatornája lehet a kereskedelem hosszú farkán elhelyezkedő, speciális, réspiacot célzó termékeinek.

## Az értékesítés módja és lehetséges marketingeszközei
Az értékesítési weboldalt készítői reklámpszichológiai elvek alapján építik fel, hasonlóan egy pl. postai úton (offline módon) kézbesített direktmarketing-levélhez. A különbség azonban mégis számottevő, mert az értékesítési weboldalon található online megrendelőlapon keresztül a megrendelés, a megrendelések összegyűjtése és teljesítése csaknem teljesen automatizálható. Ezáltal az értékesítési weboldalon történő eladás – a webáruházhoz hasonlóan – alig igényel emberi közreműködést, ezért az eladó microsite igen gazdaságosan, jelentős nyereséggel működtethető.

## Előnyei a webáruházzal szemben
Bár mindkét médiumnak hasonló vagy azonos a funkciója (értékesítés), ugyanakkor:
1. Vannak áruk – pl. egyedi termékek, prémiumtermékek –, melyek önmagukban olyan értékkel bírnak, hogy üzleti okból nem érdemes „elrejteni”, bezsúfolni őket egy webáruház virtuális polcaira, a tömeges áruk közé.

1. Ha a termék túl bonyolult, szükség lehet egy olyan részletes termékismertetőre, amelyhez a webáruház keretei között vagy nincs lehetőség, vagy ami nem észszerű. Ekkor érdemes egy külön értékesítési weboldalt létrehozni a termékre.

## Készítése, szerkesztése
Az értékesítési weboldal lélektani „motorja” az a marketingüzenet vagy reklámüzenet, melyet a weboldal reklámpszichológiai elvek alapján felépített szövege közvetít és erősít fel a megrendelés érdekében. Az értékesítési weboldalak készítését végző  vállalkozások rendelkeznek azzal a szaktudással, amivel adaptálni tudják az internetre a reklámpszichológiai alapelveket.
Az értékesítési weboldal hátterében olyan szerveroldali (a weboldal tárhelyén működő) program áll, amely lefuttatja és automatizálja a termék megrendelését.
Az értékesítési weboldalnak nincsenek különleges tárhelyigényei. Telepítéséhez olyan internetes tárhely szükséges, ami bármely más weboldal publikálására alkalmas.